# Захер-Мазох, Леопольд фон
Леопо́льд фон За́хер-Ма́зох (нем. Leopold Ritter von Sacher-Masoch; 27 января 1836, Лемберг — 9 марта 1895, Франкфурт-на-Майне или Линдхайм) — австрийско-немецкий писатель.
В 1886 году психиатр и невролог Рихард фон Крафт-Эбинг ввёл новое понятие в психиатрии и сексопатологии, связанное с творчеством писателя, — мазохизм. В работе «Половая психопатия» фон Эбинг высказал предположение, что Леопольд фон Захер-Мазох сам имел данную сексуальную девиацию.

## Биография

### Ранние годы
Леопольд фон Захер-Мазох родился 27 января 1836 года в Лемберге (ныне Львов) в католической семье. Отец его,  Леопольд фон Захер, был начальником полиции Королевства Галиции и Лодомерии. В его родословной по отцовской линии есть испанские корни (один из предков, дон Матиас Захер в XVI веке поселился в Богемии) и богемские немцы.
Его мать, Шарлотта (нем. Charlotte von Masoch), была дочерью ректора Львовского университета Франца фон Мазоха.
Леопольд, старший сын в семье, родился на девятом году брака родителей и сначала был таким хилым, что надежды на то, что он выживет, почти не было. Его здоровье начало улучшаться после того, как его отдали на выкармливание к украинской крестьянке (нем. kleinrussische Bauerin) из городка Винники под Лембергом. С её молоком он впитал и любовь к земле своего рождения, которая не покидала его до конца жизни. Впоследствии, уже будучи писателем, Захер-Мазох многое из услышанного из уст кормилицы вплетал в канву своих немецкоязычных новелл.
На месте дома, где родился будущий писатель, теперь стоит известный во Львове «Гранд-Отель»[значимость факта?].
Когда Леопольду было 12 лет, семья переехала в Прагу, где мальчик выучил немецкий язык, на котором потом и писал свои произведения.
В родительском доме Леопольд воспитывался в атмосфере просветительского либерализма, характерной для времени правления Франца Иосифа. Уже в детстве в нём начали проявляться склонности, которые потом и сделали его знаменитым. Захер-Мазоха привлекали ситуации жестокости; ему нравилось смотреть на картины с изображением казней, а любимым чтением были жития мучеников. Важной личностью его детства стала графиня Ксенобия, родственница со стороны отца, которая была чрезвычайно красивой и в то же время жестокой женщиной. Однажды, играя в тайник со своими сёстрами, он спрятался в спальне графини и стал свидетелем того, как сначала графиня привела туда любовника, а через несколько минут в спальню ворвался её муж с двумя друзьями. Графиня побила и выгнала трёх непрошеных гостей, любовник убежал, а Леопольд неосмотрительно выдал своё присутствие, после чего графиня побила и его. Однако от её ударов мальчик чувствовал непонятное удовольствие. Мужчина вскоре вернулся, а Леопольд, спрятавшись за дверью, слышал удары кнута и стоны графа. Обиды, кнут и меха, которые любила носить графиня, стали постоянными мотивами в творчестве Захер-Мазоха, а женщин он с того времени воспринимал как существ, которых следует одновременно и любить, и ненавидеть.
Захер-Мазох был прилежным учеником и студентом. В университетах Праги и Граца, куда он переезжает в 1854 году, Леопольд изучает юриспруденцию, математику и историю, и в возрасте 19 лет становится доктором права. Работал приват-доцентом в Грацском университете. В 1858 году анонимно опубликовал роман «Одна галицийская история. Год 1846». С того времени Захер-Мазох ежегодно создавал по книге, а то и больше, экспериментируя с самыми разнообразными литературными жанрами. Он писал исторические исследования (напр., «Восстание в Генте во времена правления Карла V»), пьесы, фельетоны, литературно-критические произведения. Был основателем и редактором нескольких журналов, которые, однако, выходили недолго. Сотрудничал в венском ежемесячнике «Международное ревю».

## Творчество
Как утверждают литературные энциклопедии Германии и Австрии, в 1860 году Леопольда фон Захер-Мазоха пригласили читать лекции по истории во Львовском университете. Однозначного мнения, принял ли он это приглашение, среди научных работников нет, но на такую возможность указывают имеющиеся в его творчестве впечатления от Галиции именно взрослого мужчины, а не мальчика.
Какое-то время Захер-Мазох совмещал академическую карьеру с литературным творчеством, потому что литературная и издательская деятельность не приносила ему достаточной прибыли. После успеха у читателей романа «Дон Жуан из Коломыи» (1872) (написанного на французском языке и опубликованного в одном из парижских журналов) он решил полностью посвятить себя литературе.
В это время Леопольд фон Захер-Мазох вступил в брак со своей пылкой поклонницей Авророй фон Рюмелин. Высокомерная, эгоистичная, жадная до денег и одежды, любящая блистать в высшем свете, Аврора тоже начала писать, взяв себе псевдоним «Ванда фон Дунаева» (имя героини «Венеры в мехах»). Впоследствии они вместе подписывались под низкопробными новеллами фамилией Захер-Мазох (без указания имени). Непомерные требования жены привели писателя к бедности и вынудили заняться обычным заработком. Он опустился до уровня порнографии и начал писать непритязательные новеллы, одевая своих героинь в колоритные гуцульские кацабайки и платки и сдабривая рассказ кнутами и канчуками, за что получил характеристику «отец одной перверсии». Доведя Леопольда фон Захер-Мазоха до такого состояния, Аврора покинула его (впоследствии она написала популярные у читателей мемуары «Повесть моей жизни»). Писатель затем вступил в брак с гувернанткой своих детей, которая была младше его на 20 лет, и этот брак также не был удачен.
В 1881 году Захер-Мазох поселился в Лейпциге и остальную жизнь провёл в Германии.
Творчество Захер-Мазоха принадлежит к эпохе, когда, на фоне расцвета промышленности, пышности жизни новой буржуазии и упадка села, интеллигенция жила в мире, где совмещалась идеализация сельской жизни с материалистическими и эпикурейскими тенденциями, а чувственность и любовь стали центром и целью человеческой жизни. Переживания личной жизни Захер-Мазоха, который получал патологическое сексуальное наслаждение от подчинения физическому и эмоциональному насилию со стороны женщин, нашли своё отображение в его произведениях. Почти автобиографичный характер носят романы «Разведённая женщина» (1870) и «Венера в мехах» (1870) (в основу «Разведённой женщины» легло пережитое и выстраданное из романа с Анной фон Коттвиц, а на «Венеру в мехах» писателя вдохновила интрига с Фанни фон Пистор).
Тема издевательства деспотической женщины над слабым мужчиной постоянно возникает также в исторических произведениях Захер-Мазоха и с течением времени становится настолько выразительной, что в 1886 году венский психолог Рихард фон Крафт-Эбинг называет сексуальную патологию, которая характеризуется получением удовольствия от боли и подчинения, мазохизмом.
Произведения Захер-Мазоха переводились на многие европейские языки и издавались большими тиражами. Особенно популярен он был во Франции благодаря переводам и комментариям Терезы Бентсон. Его творчество высоко оценивали Эмиль Золя, Гюстав Флобер, Альфонс Доде, Александр Дюма-отец и Александр Дюма-сын. В 1886 году из рук президента Франции Захер-Мазох принял орден Почётного легиона.
Последние годы своей жизни Захер-Мазох провёл в немецком поселке Линдхайм в Гессене, где и умер 9 марта 1895 года. Необычайность его судьбы не закончилась и на этом — как утверждают, урну с его прахом уничтожил пожар 1929 года.
Сын писателя, Роман, был мобилизован в 1914 году, в ноябре попал в русский плен и в марте 1915 года умер в киевском военном госпитале от тифа.

## Память
- Песня «Venus in Furs» группы «The Velvet Underground» написана по мотивам романа «Венера в мехах».
- Песня «Герр Захер Мазох» группы «Пикник» (альбом «Мракобесие и Джаз»). Автор музыки и текста — Эдмунд Шклярский.
- В апреле 2008 года во Львове открыто «Мазох-кафе», перед входом в которое установлена статуя Захер-Мазоху высотой 1,7 метра. На груди памятника вмонтирована лупа, через которую видно сменяемые эротические картинки. В правый карман статуи можно просунуть руку и нащупать половой член писателя. А из-под плаща можно заметить высовывающиеся женские руки[6].